# Molophilus pauperculus
Molophilus pauperculus là một loài ruồi trong họ Limoniidae. Chúng phân bố ở miền Australasia.